# Santiago Villafañe
Santiago Hernán Villafañe (Mar del Plata, 19 maggio 1988) è un calciatore argentino, difensore del J.J. de Urquiza.

## Biografia
È fratello gemello del centrocampista Nicolás Villafañe, che nel 2010 ha giocato anche nel Figline, nonché nipote acquisito di Diego Armando Maradona, essendo figlio del fratello di Claudia Villafañe, ex moglie del Pibe de Oro.

## Carriera
Cresciuto nelle giovanili del Boca Juniors, debutta in campionato il 10 febbraio 2007 nella partita vinta 4-0 contro il Banfield.
Colleziona anche una presenza nella Coppa Libertadores che poi il Boca vincerà in estate, quando viene mandato in prestito al Real Madrid Castilla (squadra della primavera e delle riserve del Real Madrid) dove in due anni colleziona 22 presenze.
Nel luglio 2009 torna al Boca Juniors per ritagliarsi il suo spazio. 

Dopo 3 sole presenze, nel febbraio 2011 viene preso in prova per dieci giorni dal club olandese dell'Utrecht. 

In estate passa all'Independiente Rivadavia debuttando il 12 agosto nella sconfitta per 2-0 contro l'Almirante Brown. In totale colleziona 11 presenze di campionato. 

Il 25 luglio 2012 firma per il club danese del Midtjylland. Debutta in campionato due giorni più tardi nel 2-2 esterno contro l'Horsens.

## Palmarès

### Club

#### Competizioni internazionali
- Coppa Libertadores: 1

Boca Juniors: 2007